# Rudolf Erdmenger
Rudolf Erdmenger (* 29. September 1911 in Augsburg; † 1991) war ein deutscher Maschinenbauingenieur und Verfahrenstechniker.

## Leben
Rudolf Erdmenger wurde geboren als Sohn des Betriebsingenieurs des Gersthofener Werks der Farbwerke vorm. Meister, Lucius & Brüning AG, heute Clariant. Nach dem Abitur studierte er Maschinenbau an der Technischen Hochschule München. 1932 wurde er Mitglied des Corps Vitruvia München. 1935 schloss er das Studium mit dem akademischen Grad eines Dipl.-Ing. ab und nahm seine erste Anstellung in der Industrie bei der Humboldt-Deutzmotoren AG in Köln-Deutz an. Nach etwa zwei Jahren wechselte er zur Maschinenfabrik Paul Leistritz in Nürnberg, wo er an der Entwicklung von Knetpumpen für die I.G. Farben in Frankfurt am Main arbeitete. 1939 wechselte er zur I.G. Farben in das Werk Wolfen bei Bitterfeld. Dort begann er mit Walter Meskat an der Entwicklung des dichtkämmenden Doppelschneckenextruders zu arbeiten, der 1944 zum Patent angemeldet wurde. Erdmenger und Meskat konnten nach dem Ende des Zweiten Weltkriegs aus der Sowjetischen Besatzungszone ins Rheinland fliehen. Während Meskat bei der Bayer AG in Dormagen seine berufliche Tätigkeit fortsetzte, ging Erdmenger an den Standort Leverkusen, wo er 1948 in der neu gegründeten Abteilung Angewandte Physik, auch kurz AP genannt, die Leitung der verfahrenstechnischen Gruppe Hochviskostechnik übernahm, die er bis zu seiner Pensionierung 1976 leitete.
Erdmengers Erfindungen sind heute die Basis der Compoundierung von Thermoplasten. Sie fanden u. a. in der Polycarbonat-Compoundierung des Bayer-Konzerns Anwendung und waren mitentscheidend für den technischen und damit kommerziellen Erfolg dieses Kunststoffs. Eine spätere Entwicklung war die Reaktivextrsusion in der Herstellung von Lackfarben und Thermoplastischen Polyurethanen.
Seine in der Zeitschrift Chemie Ingenieur Technik veröffentlichten Studien gelten in der Fachwelt als grundlegend. Als weltweit anerkanntem Fachmann der Hochviskostechnik wurde ihm die Ehre zuteil, zwei Kapitel für den Houben-Weyl bearbeiten zu dürfen. Für sein Lebenswerk wurde er von der Society of Plastics Engineers und der University of Akron ausgezeichnet.

## Auszeichnungen
- 1986: Distinguished Achievement Award der Society of Plastics Engineers (SPE)[4]
- Aufnahme in die Polymer Processing Hall of Fame der University of Akron, Ohio, USA

## Schriften
Beiträge in Standardwerken:
- Abpressen. In: Houben-Weyl, Methoden der Organischen Chemie. 4. Auflage, Band I/1, 1958, S. 199 ff.
- Durchführung von Mischvorgängen in Gasen, Flüssigkeiten, Pulvern und plastischen Stoffen. In: Houben-Weyl, Methoden der Organischen Chemie, 4. Auflage, Band I/2, 1959, S. 699 ff.

Monografien:
- Schneckenmaschinen für die Hochviskos-Verfahrenstechnik. 1978.

Zeitschriftenartikel:
- Stoffzerkleinernde Mischprozesse. In: Chemische Industrie, Jahrgang 1953, S. 513–518.
- Zur Entwicklung von Schneckenverdampfern. In: Chemie Ingenieur Technik, 34. Jahrgang 1962, S. 751–754.
- Mehrwellenschnecken in der Verfahrenstechnik. In: Chemie Ingenieur Technik, 36. Jahrgang 1964, S. 175–185.
- Entgasen hochviskoser Flüssigkeiten. In: MM Maschinenmarkt, 80. Jahrgang 1974, Heft 1, S. 2–6 / Heft 10, S. 148–152.
- Untersuchungen an einem Schneckenverdampfer. In: Chemie Ingenieur Technik, 42. Jahrgang 1970, S. 1–5 (zusammen mit M. Ullrich)

Patente:
- Vorrichtung zum Verkneten, Gelatinieren und Verpressen von plastischen Massen (Patentierte Technik: Gleichdrall–Doppelschnecke mit Dichtprofil). Patent DE 862668 C, Prioritätsjahr 1944 (Zusammen mit Walter Meskat, Basis-Patent für den dichtkämmenden Doppelschneckenextruder)
- Vorrichtung zur Entwässerung bzw. Entlaugung von faserhaltigen Massen (Patentierte Technik: Gleichdrall–Dreifachschnecke mit Dichtprofil zum Abpressen). Patent DE 872732 C, Prioritätsjahr 1944 (Zusammen mit Walter Meskat)
- Misch- und Knetvorrichtung (Patentierte Technik: Gleichdrall-Knetscheiben mit Dichtprofil, eingängig und zweigängig sowie Sonderfall Kreis-Exzenter). Patent DE 813154 C, Prioritätsjahr 1949 (Basis-Patent für das Knetelement)
- Misch- und Knetvorrichtung (Patentierte Technik: Gleichdrall-Knetscheiben mit Dichtprofil, dreigängig, Knetelemente, Erweiterung). Patent DE 940109 C, Prioritätsjahr 1953
- Worm arrangement (Patentierte Technik: Gleichdrall-Doppelschnecke mit Dichtprofil und Modularer Bauweise). US 3122356 A, Prioritätsjahr 1958
- Knetvorrichtung mit zwei oder mehr Schnecken (Patentierte Technik: Gleichdrall-Doppelschnecke mit Dichtprofil und Schulter im Schneckenkanal). Patent DE1180718 B, Prioritätsjahr 1962